# Mammaglobin-A
Mammaglobin-A‏ (Secretoglobin family 2A member 2) هوَ بروتين يُشَفر بواسطة جين Mammaglobin-A في الإنسان.

## الوظيفة
SCGB2A2 هو عضو في عائلة الإسكريتوغلوبينات، وهي مجموعة من البروتينات الصغيرة ثنائية الترابط والتي يجري إفرازها في بعض الأحيان على شكل جليكوزيلات. يبدو أن الإسكريتوغلوبينات، التي يتم التعبير عنها بشكل أساسي في الغشاء المخاطي، تشارك في إشارات الخلايا والاستجابة المناعية والكيميائية، وقد تعمل أيضًا كناقلات للهرمونات الستيرويدية لدى البشر.

## الأهمية السريرية
يعتبر التعبير عن SCGB2A2 خاصًا للغاية بأنسجة الثدي، ويُستخدم بشكل متزايد لتحديد واكتشاف خلايا سرطان الثدي المنتشرة.